# John Marsden
Pour les articles homonymes, voir Marsden.
John Marsden, né le 27 septembre 1950 à Melbourne (Victoria) et mort le 18 décembre 2024 à Romsey (Victoria),, est un instituteur et écrivain australien. Il est notamment l'auteur dans les années 1990 de la série de romans Tomorrow.

## Œuvres

### SérieJ'ai tant de choses à te dire
1. J'ai tant de choses à te dire, Flammarion, coll. « Castor Poche », 1999 ((en) So Much to Tell You, 1987)
2. (en) Take My Word for It, 1992

### SérieTomorrow
1. Apocalypse, J'ai lu, coll. Jeunes adultes, 2000 ((en) Tomorrow, When the War Began, 1993)Réédité aux éditions Hachette Jeunesse dans la collection Black Moon en 2012
2. Opération survie, J'ai lu, coll. Jeunes adultes, 2000 ((en) The Dead of the Night, 1994)Réédité aux éditions Hachette Jeunesse dans la collection Black Moon en 2012
3. Le Dernier Sacrifice, J'ai lu, coll. Jeunes adultes, 2000 ((en) The Third Day, The Frost, 1995)Réédité aux éditions Hachette Jeunesse dans la collection Black Moon en 2012
4. Aller simple vers l'enfer, J'ai lu, coll. Jeunes adultes, 2000 ((en) Darkness, Be My Friend, 1996)
5. Attention danger !, J'ai lu, coll. Jeunes adultes, 2000 ((en) Burning for Revenge, 1997)
6. Chasse nocturne, J'ai lu, coll. Jeunes adultes, 2000 ((en) The Night is for Hunting, 1998)
7. (en) The Other Side of Dawn, 1999

#### SérieThe Ellie Chronicles
1. (en) While I Live, 2003
2. (en) Incurable, 2005
3. (en) Circle of Flight, 2006

### Romans indépendants
- Lettres de l'intérieur, L'École des loisirs, coll. « Médium », 1998 ((en) Letters from the Inside, 1991)
- (en) Checkers, Houghton Mifflin, 1996
- (en) Winter, Pan Macmillan, 2000